# Stromová rakev

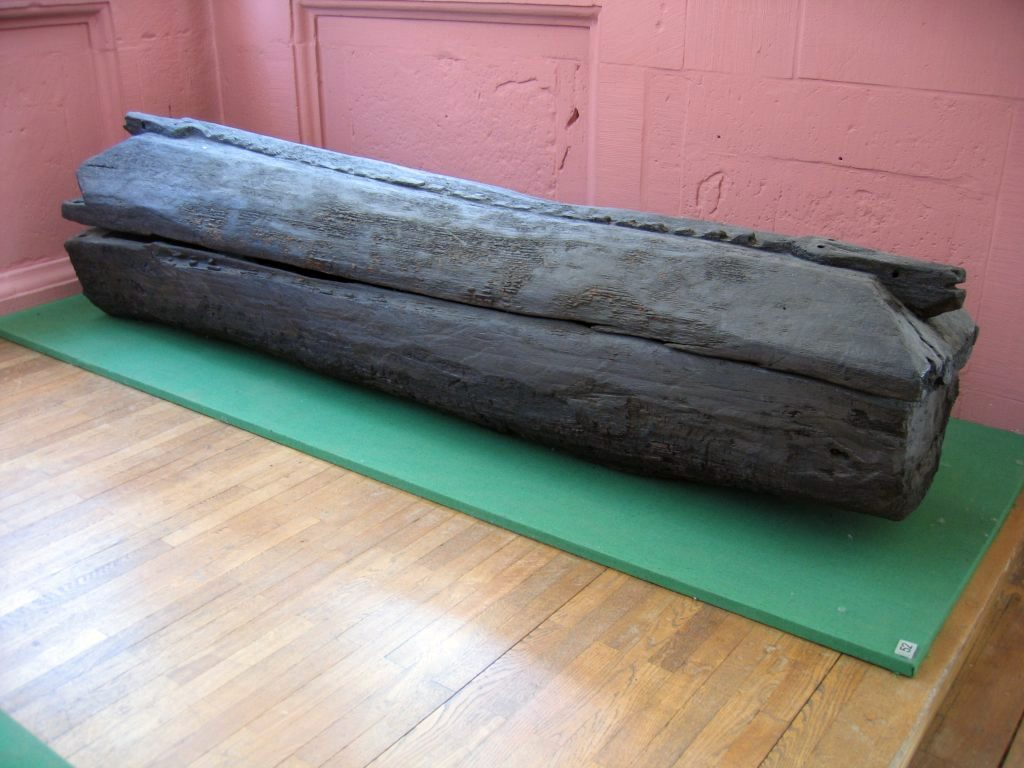
Stromová rakev z raně středověkého hřbitova v Oberflachtu v Německu

Stromové rakve (často též německy baumsarg) byly prehistorické rakve vydlabané z jednoho kmene, používané při pohřbech zvlášť významných osob. Často byly uloženy v mohylách.
Stromové rakvy byly rozšířené zejména na severu Evropy, například u Baltů (kteří zanechali spalování mrtvých v 1. století), v Jutsku a ve střední Litvě. Fenomén pohřbívání do stromových rakví však nebyl omezen pouze na hojně zalesněné oblasti - v Touna El Gebel v Egyptě byla nalezena rakev z jednoho kmenu cypřiše, pocházející z 1. století..
Tento zvyk přežil christianizaci a zachoval se až do středověku, byl užíván v období stěhování národů a za vikinské éry.
Stromové rakve jsou podobné dlabaným člunům, může tedy nastat situace, při které je hrob určen jako „lodní“.

## Příklady
Rakev objevenou v opatství Glastonbury v roce 1191, ve které se údajně mělo nacházet tělo krále Artuše, popsal soudobý kronikář Gerald z Walesu jako rakev z masivního dubového kmene.
V Yorkshiru byl 10. července 1834 nalezen „Gristhorpe Man“ (muž z Gristhorpe), dobře zachovalé tělo člověka pocházející z 2. tisíciletí př. n. l., pohřbené v dutém dubovém kmeni. Dnes je uschován v Rotunda Museum ve Scarborough.
U dánské vesnice Egtved byla roku 1921 vykopána dívka pohřbená ve stromové rakvi, nazvaná „dívka z Egtved“. Stejně jako muž z Grithorpe měla dobře zachované oblečení.